# كايل سولير
كايل سولير (بالإنجليزية: Kyle Soller)‏ هو ممثل أمريكي، ولد في 1 يوليو 1983 في الولايات المتحدة.

## أعمال

### أفلام
- (2012) آنا كارينينا[7][8]
- (2013) السلطة الخامسة[9]
- (2014) غضب[10]
- (2017) العظم النخاعي

## وصلات خارجية
- كايل سولير على موقع IMDb (الإنجليزية)
- كايل سولير على موقع ميتاكريتيك (الإنجليزية)
- كايل سولير على موقع روتن توميتوز (الإنجليزية)
- كايل سولير على موقع قاعدة بيانات الأفلام العربية
- كايل سولير على موقع ألو سيني (الفرنسية)
- كايل سولير على موقع ميوزك برينز (الإنجليزية)
- كايل سولير على موقع أول موفي (الإنجليزية)
- كايل سولير على موقع قاعدة بيانات برودواي على الإنترنت (الإنجليزية)
- كايل سولير على موقع قاعدة بيانات الفيلم (الإنجليزية)
- كايل سولير على موقع ليتربوكسد (الإنجليزية)